# World Team Cup

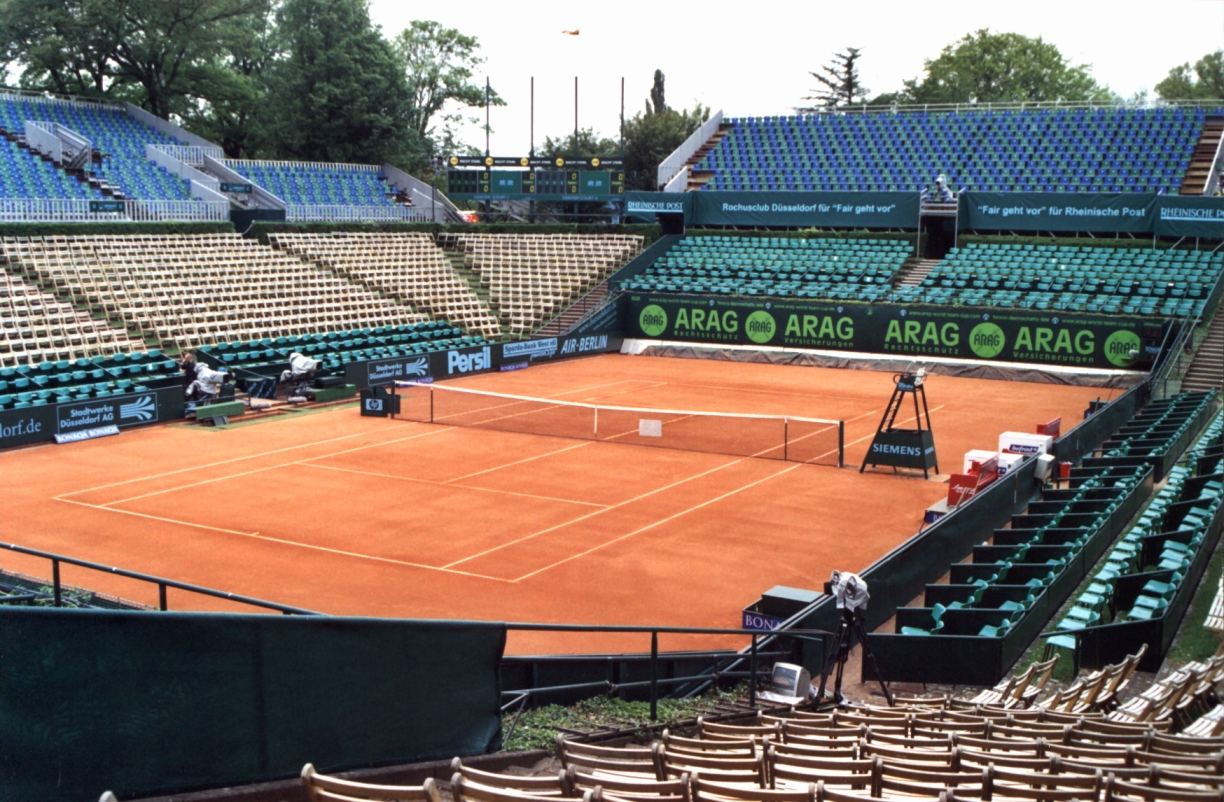
Rochusclub in Düsseldorf, Center Court I

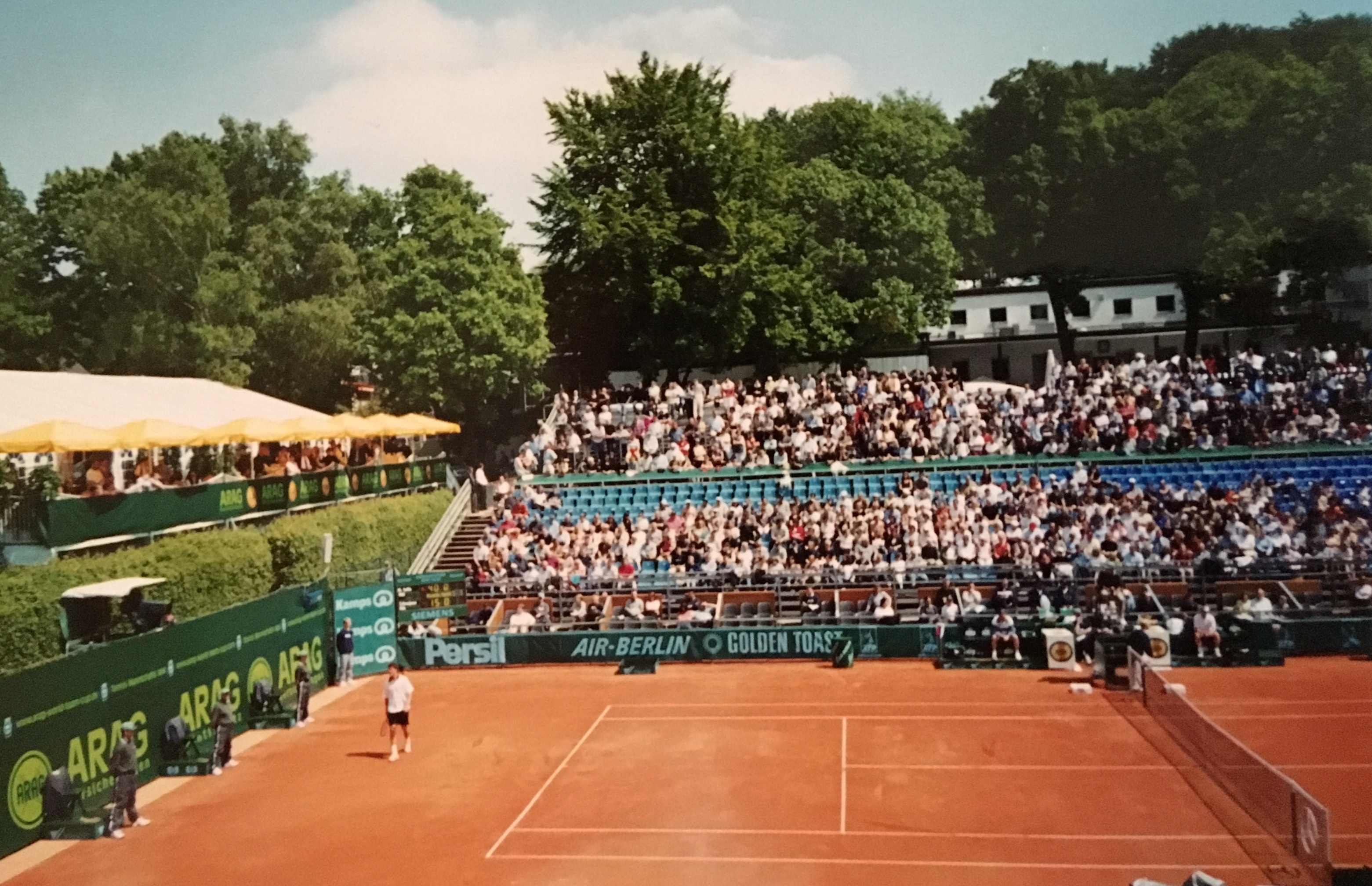
Der Center Court II während des ARAG World Team Cups im Mai 2001

Der World Team Cup war die Team-Weltmeisterschaft im Herrentennis. Er wurde von 1978 bis 2012 jährlich vom Düsseldorfer Rochusclub im Freien auf Sandplätzen ausgerichtet und fand in der Woche vor den French Open statt.
Das Turnier gehörte zu den wichtigsten sportlichen Ereignissen im Raum Düsseldorf, mit jährlich etwa 75.000 Zuschauern und Fernsehübertragungen in über 160 Ländern.

## Geschichte
Vom 8. bis 15. Mai 1978 wurde das erste Turnier ausgetragen. Der Name des Turniers wechselte bedingt durch verschiedene Sponsoren mehrmals den Namen. Von 1978 bis 1981 fand der Wettbewerb unter dem Namen „Ambre Solaire Nations Cup“ statt, von 1982 bis 1986 unter „Ambre Solaire World Team Cup“, 1987 bis 1999 unter „Peugeot World Team Cup“, 2000 bis 2010 unter „ARAG World Team Cup“ und zuletzt bis 2012 lautete die offizielle Bezeichnung des Turniers „POWER HORSE World Team Cup“. Ab 2009 konnte mit Tennis-Point ein weiterer Sponsor gewonnen werden, der schon als Titelsponsor der Tennis-Bundesliga auftritt. Eine weitere Neuerung 2009 war die Vergabe von Weltranglistenpunkten sowohl für die Einzel als auch für die Doppel.
Um die Attraktivität des Turniers zu erhöhen, hob man das Preisgeld stetig an. 2012 lag es bei 800.000 Euro, wovon das Siegerteam 260.000 Euro erhielt. Weitere 168.000 Euro gingen an den Finalisten. Die beiden Gruppenzweiten der Vorrunde erhielten je 75.000 Euro.
Wie es nach 2012 mit dem traditionsreichen Turnier weitergehen sollte, blieb lange offen. Ende des Jahres 2012 wurden Verhandlungen seitens der Turnierleitung mit der ATP aufgenommen, um die Zukunft des Turniers zu besprechen. Am 1. Oktober wurde bekannt, dass der rumänische Geschäftsmann, ehemalige Tennisspieler und Manager von Boris Becker, Ion Țiriac den Turniernamen „World Team Cup“ vom Düsseldorfer Rochusclub für umgerechnet 1,6 Millionen Euro erworben hatte.
Der SID meldete am 2. Oktober, dass 2013 kein Turnier mehr ausgetragen wird. An die Stelle rückte später ein ATP-Turnier der ATP Tour 250 in Düsseldorf, das wie die beiden Jahre zuvor durch den Energydrink-Hersteller Power Horse gesponsert wurde. Es fand 2013 und 2014 statt, ehe es eingestellt wurde.

## Qualifikation und Modus
Der World Team Cup wurde zwischen acht Nationen ausgespielt. Sieben Teams qualifizierten sich über die Tennisweltrangliste, indem die Positionen der beiden besten Spieler addiert wurden. Die achte Nation nahm über eine Wildcard teil.
Eine Mannschaft in diesem Turnier bestand normalerweise aus vier bis fünf Spielern, deren Position innerhalb der Mannschaft durch ihre Weltranglistenposition bestimmt wurden. Gespielt wurden zwei Einzel, in welchen jeweils die aktuell erst- und zweitplatzierten Spieler der beiden Mannschaften gegeneinander antraten. Welches Einzel davon zuerst gespielt wurde, wurde zufällig ermittelt. Im Doppel, welches nach den Einzeln ausgetragen wurde, blieb die Aufstellung dem Team selbst überlassen. Es wurde im Round-Robin-Format in zwei Gruppen mit jeweils vier Mannschaften gespielt. Die beiden Gruppenersten bestritten das Finale.
Für die Siege in den Einzel- und Doppelmatches wurden ab 2009 von der ATP auch Weltranglistenpunkte vergeben, um die Attraktivität für die Spitzenspieler zu erhöhen. Für das Einzel zwischen den beiden Spitzenspielern jeder Mannschaft und das entscheidende Doppel während der Gruppenphase wurden jeweils 35 Punkte vergeben. Für das zweite Einzel wurden 25 und für ein nicht mehr entscheidendes Doppel beim Stand von 2:0 für eine Mannschaft während der Gruppenphase wurden 10 Punkte vergeben. Für die Finalspieler des ersten Einzels und entscheidenden Doppels wurden 95, für das zweite Einzel im Finale 50 und für ein nicht mehr entscheidendes Doppel 20 Punkte vergeben. Wenn ein Spieler alle vier Spiele inklusive des Finals gewann und Teil der siegreichen Mannschaft war, bekam er nochmals 50 Bonuspunkte. Somit bekam die Nummer eins des Teams, falls er alle Einzel-Spiele bis zum Finale siegreich bestreiten konnte maximal 250, der zweite Einzelspieler maximal 175 Punkte. Somit entsprachen die Punkte für die Nummer eins des siegreichen Teams einem Sieg bei einem Turnier der 250er-Serie. Sollte der Spitzenspieler auch an allen siegreichen Doppelspielen beteiligt gewesen sein, erhielte er weitere 250 Punkte. Somit konnte der Spitzenspieler der siegreichen Mannschaft, sollte er alle vier Einzel und Doppel siegreich beendet haben, maximal 500 Weltranglistenpunkte sammeln. Dies entsprach einem Turniersieg bei einem Turnier der 500er-Serie.

## Siegerliste
| Jahr | Sieger             | Finalist           | Ergebnis |
| ---- | ------------------ | ------------------ | -------- |
| 2012 | Serbien            | Tschechien         | 3:0      |
| 2011 | Deutschland        | Argentinien        | 2:1      |
| 2010 | Argentinien        | Vereinigte Staaten | 2:1      |
| 2009 | Serbien            | Deutschland        | 2:1      |
| 2008 | Schweden           | Russland           | 2:1      |
| 2007 | Argentinien        | Tschechien         | 2:1      |
| 2006 | Kroatien           | Deutschland        | 2:1      |
| 2005 | Deutschland        | Argentinien        | 2:1      |
| 2004 | Chile              | Australien         | 2:1      |
| 2003 | Chile              | Tschechien         | 2:1      |
| 2002 | Argentinien        | Russland           | 2:1      |
| 2001 | Australien         | Russland           | 2:1      |
| 2000 | Slowakei           | Russland           | 2:1      |
| 1999 | Australien         | Schweden           | 2:1      |
| 1998 | Deutschland        | Tschechien         | 2:1      |
| 1997 | Spanien            | Australien         | 2:1      |
| 1996 | Schweiz            | Tschechien         | 2:1      |
| 1995 | Schweden           | Kroatien           | 2:1      |
| 1994 | Deutschland        | Spanien            | 2:1      |
| 1993 | Vereinigte Staaten | Deutschland        | 2:1      |
| 1992 | Spanien            | Tschechoslowakei   | 2:0      |
| 1991 | Schweden           | Jugoslawien        | 2:1      |
| 1990 | Jugoslawien        | Vereinigte Staaten | 2:1      |
| 1989 | BR Deutschland     | Argentinien        | 2:1      |
| 1988 | Schweden           | Vereinigte Staaten | 2:0      |
| 1987 | Tschechoslowakei   | Vereinigte Staaten | 2:1      |
| 1986 | Frankreich         | Schweden           | 2:1      |
| 1985 | Vereinigte Staaten | Tschechoslowakei   | 2:1      |
| 1984 | Vereinigte Staaten | Tschechoslowakei   | 2:1      |
| 1983 | Spanien            | Australien         | 2:1      |
| 1982 | Vereinigte Staaten | Australien         | 2:0      |
| 1981 | Tschechoslowakei   | Australien         | 2:1      |
| 1980 | Argentinien        | Italien            | 2:1      |
| 1979 | Australien         | Italien            | 2:1      |
| 1978 | Spanien            | Australien         | 2:1      |

## Anzahl der Siege
Es konnten sich 14 Nationen in die Siegerliste des World Team Cup eintragen, weitere drei Nationen nahmen an einem Endspiel teil.
|     | Land               | Siege | Gewinner                     | Finalteilnahme                     |
| --- | ------------------ | ----- | ---------------------------- | ---------------------------------- |
| 1.  | Deutschland        | 5     | 1989, 1994, 1998, 2005, 2011 | 1993, 2006, 2009                   |
| 2.  | Vereinigte Staaten | 4     | 1982, 1984, 1985, 1993       | 1987, 1988, 1990, 2010             |
| 3.  | Argentinien        | 4     | 1980, 2002, 2007, 2010       | 1989, 2005, 2011                   |
| 4.  | Schweden           | 4     | 1988, 1991, 1995, 2008       | 1986, 1999                         |
| 5.  | Spanien            | 4     | 1978, 1983, 1992, 1997       | 1994                               |
| 6.  | Australien         | 3     | 1979, 1999, 2001             | 1978, 1981, 1982, 1983, 1997, 2004 |
| 7.  | Tschechoslowakei   | 2     | 1981, 1987                   | 1984, 1985                         |
| 8.  | Chile              | 2     | 2003, 2004                   |                                    |
|     | Serbien            | 2     | 2009, 2012                   |                                    |
| 10. | Kroatien           | 1     | 2006                         | 1995                               |
|     | Jugoslawien        | 1     | 1990                         | 1991                               |
| 12. | Frankreich         | 1     | 1986                         |                                    |
|     | Schweiz            | 1     | 1996                         |                                    |
|     | Slowakei           | 1     | 2000                         |                                    |
| 15. | Tschechien         |       |                              | 1992, 1996, 1998, 2003, 2007, 2012 |
|     | Russland           |       |                              | 2000, 2001, 2002, 2008             |
|     | Italien            |       |                              | 1979, 1980                         |

## Fair Play Trophy
Für vorbildliches Verhalten auf und neben dem Tennisplatz wurde seit 1989 eine besondere Auszeichnung an die Profis vergeben: Die Fair Play Trophy. 2011 gab es mit Robin Söderling und Philipp Kohlschreiber das einzige Mal zwei Preisträger des Wanderpokals.
| Jahr | Spieler                               |
| ---- | ------------------------------------- |
| 2012 | Tomáš Berdych                         |
| 2011 | Robin Söderling Philipp Kohlschreiber |
| 2010 | Lleyton Hewitt                        |
| 2009 | Rainer Schüttler                      |
| 2008 | James Blake                           |
| 2007 | Jonas Björkman                        |
| 2006 | James Blake                           |
| 2005 | Jonas Björkman                        |
| 2004 | Sjeng Schalken                        |
| 2003 | Todd Martin                           |
| 2002 | Pete Sampras                          |
| 2001 | Patrick Rafter                        |
| 2000 | Patrick Rafter                        |
| 1999 | Àlex Corretja                         |
| 1998 | Petr Korda                            |
| 1997 | Michael Stich                         |
| 1996 | Jakob Hlasek                          |
| 1995 | Stefan Edberg                         |
| 1994 | Magnus Gustafsson                     |
| 1993 | Pete Sampras                          |
| 1992 | Guy Forget                            |
| 1991 | Eric Jelen                            |
| 1990 | Martín Jaite                          |
| 1989 | Stefan Edberg                         |